# الأربعاء الأحمر
الأربعاء الأحمر (بالفارسية: چهارشنبه‌سوری) هو مهرجان تقليدي إيراني لوداع آخر شمس في السنة الفارسية يقام في آخر أربعاء من السنة الفارسية. ويعود مصدر كلمة "سوری" إلى اللغة الفارسية القديمة ويحمل معاني عدة أهمها الاحتفال والأحمر المتوهج.
يقوم الإيرانيون، الشباب خاصة، بالاحتفال بهذا العيد منذ آلاف السنين عن طريق إشعال نيران كبيرة في مداخل الطرقات، وهي عادة تابعة للدين المجوسي وذلك كون المجوس يقدسون النار، ويعمد الكثيرون إلى القفز فوقها وهم يرددون أشعاراً محلية. يعد هذا احتفالاً لاستقبال النوروز وإعلان مجيء الربيع وبدء السنة الفارسية الجديدة.

## الجرة
يقيم الناس هذا الاحتفال «لتحقيق الأمنيات ودفع البلاء» إذ يتم استعمال جرة من الفخار يوضع فيها كمية من الفحم الأسود علامة على الحظ السيئ، وقليل من الملح لتذر في عين الحاسد وقطعة نقد لتنهي ضيق ذات اليد. يقوم كل فرد من أفراد العائلة بإدارة الجرة لمرة واحدة حول نفسه، ثم يقوم آخر فرد بإلقائها من فوق سطح المنزل قائلا «أيها الألم والبلاء اذهب بعيدا عن هذا البيت». ويظن كثيرون أن إلقاء الجرة بعيدا يذهب الحسد والعوز وقلة الحظ.
من مراسم الحفل كذلك بأن تقوم الفتاة التي ترغب بالزاوج بالوقوف أمام سبعة بيوت مع غروب الأربعاء وتطرق كأسا بواسطة ملعقة. وعلى صاحب البيت الذي يسمع طرق الفتاة أن يقدم شيئا لتلك الملعقة الفارغة من قبيل «أرز أو حلوى أو قطعة نقدية»، وإذا نجحت الفتاة في ذلك تتحقق أمنيتها حسب ما يعتقدون.

## معرض صور

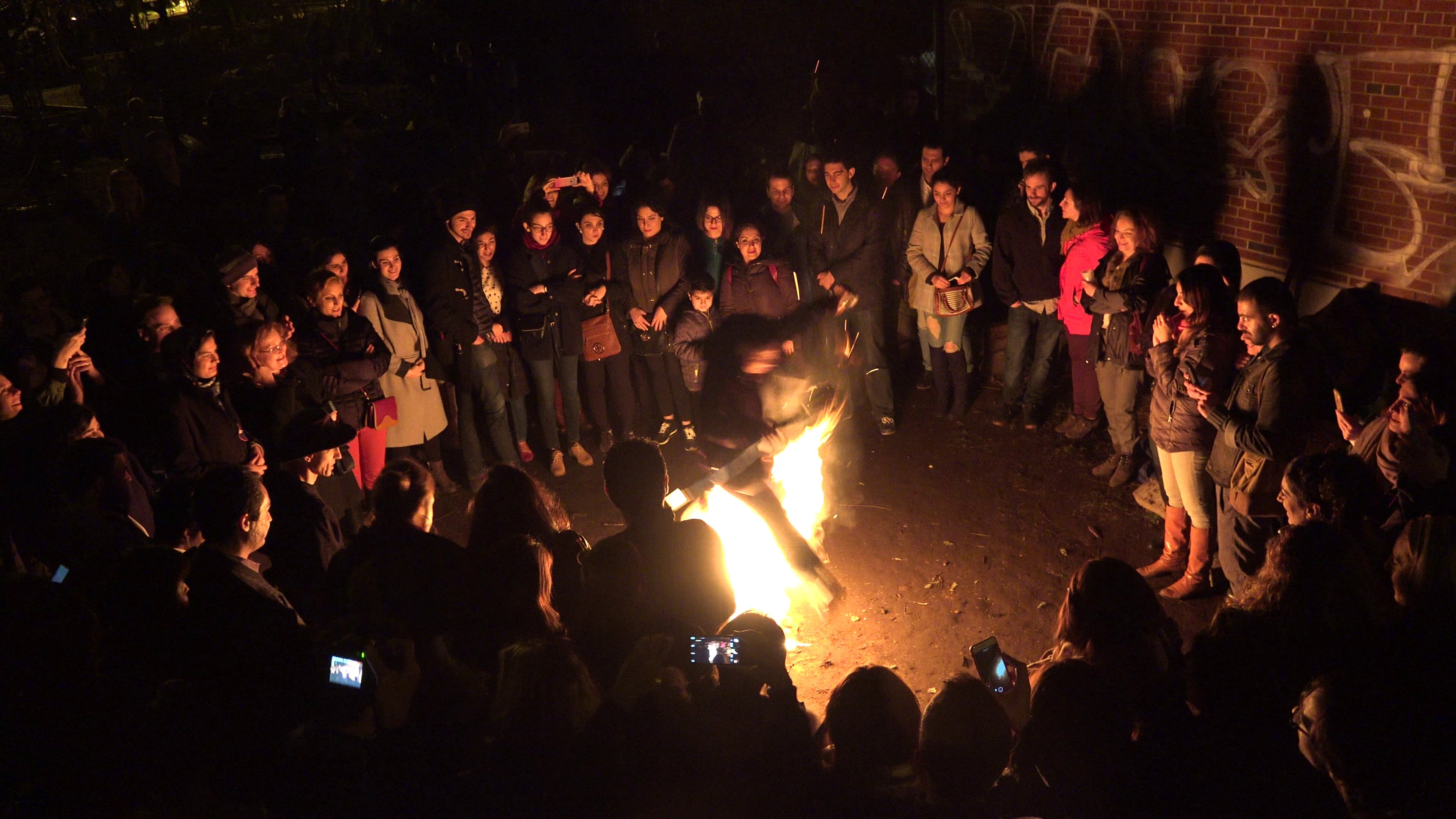
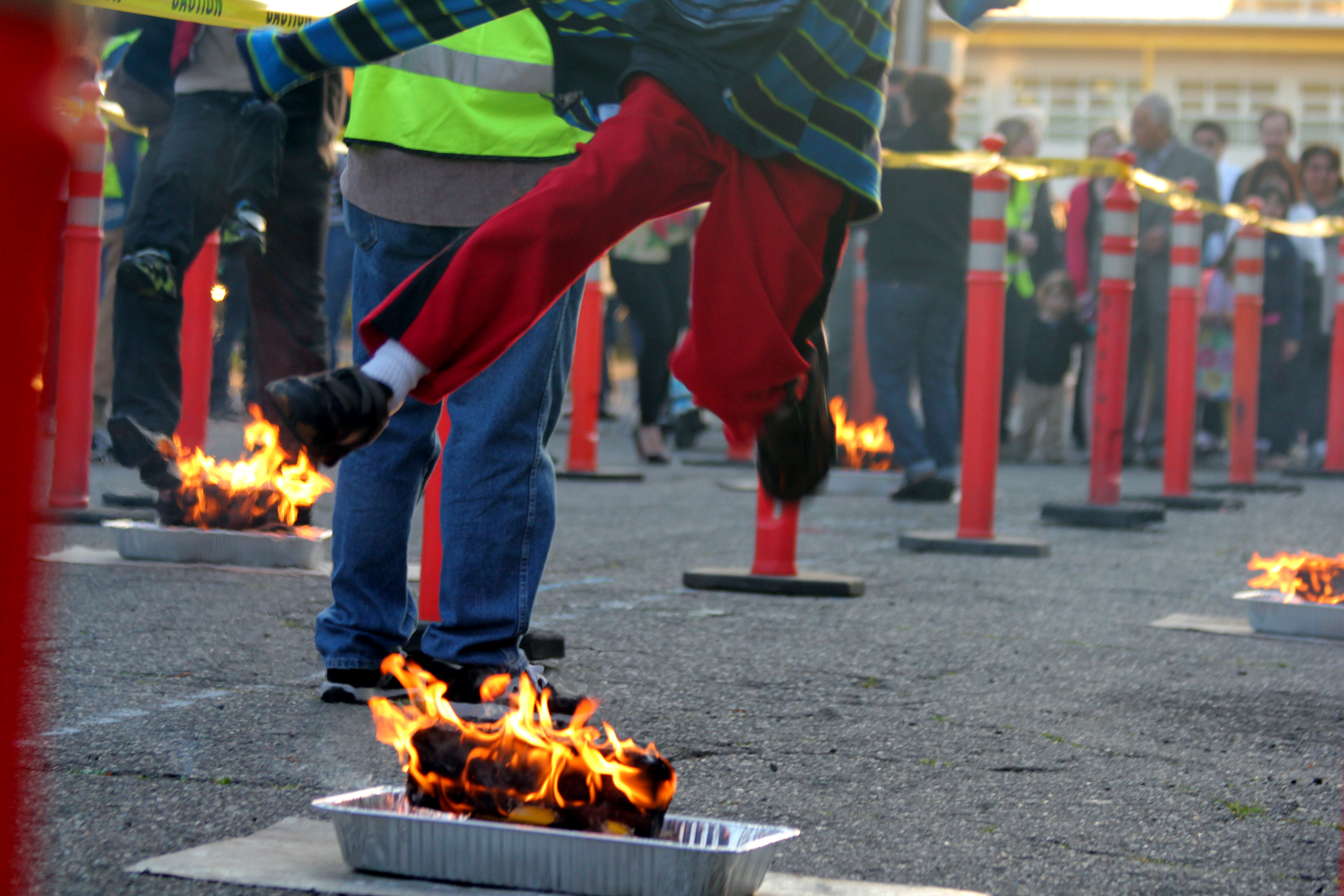

## مصدر
1. 1 2 3 4 5  الأربعاء الأحمر في إيران. 15 مارس 2016. مؤرشف من الأصل في 2024-12-06. ‏
2. ↑  الأربعاء الأحمر.. من تقاليد إيران القديمة.‏
3. ↑  إيران: ثمانية قتلى ومئات الإصابات باحتفالات "الأربعاء الأحمر". 17 مارس 2021. مؤرشف من الأصل في 2021-03-21.‏